# Lombroso (gruppo musicale)
I Lombroso sono un duo rock italiano composto dai milanesi Dario Ciffo (voce e chitarra) e Agostino Nascimbeni (batteria e cori).

## Storia dei Lombroso
Il duo si forma nel 2003. Dario Ciffo è stato violinista degli Afterhours dal 1995 al 2008, anno in cui decide di lasciare la band per dedicarsi al progetto Lombroso e viene così sostituito con Rodrigo D'Erasmo. Agostino Nascimbeni invece ha militato in diverse cover band dei Beatles e ha suonato la batteria per Will Young nella suo tournée del 2003/2004. I due amici decidono di formare la band dopo aver improvvisato un concerto in poche ore e decidono anche di non aggiungere altri elementi al gruppo, che rimane un duo, salvo alcune rare occasioni. Il rock della band, pur influenzato dal genere melodico italiano degli anni sessanta e settanta, si spinge fino alle sonorità più crude soprattutto nei concerti dal vivo.
Nel 2004 pubblicarono su Mescal l'album d'esordio, l'omonimo Lombroso, al quale seguì il singolo Insieme a te sto bene.
Nel 2007 pubblicarono per la V2 il secondo album intitolato Credi di conoscermi. L'album presentava sonorità ispirate al garage rock ed alla musica beat italiana. In questi due lavori i Lombroso rivelavano anche la loro passione per Battisti, realizzando una cover per ciascuno dei due LP (Insieme a te sto bene e Il Paradiso). Importante è anche il contributo creativo apportato da Morgan, quale coautore di alcuni brani, nonché occasionale terzo elemento del gruppo nei primi periodi. Buona parte delle liriche e delle melodie delle canzoni dell'album di debutto e dei due loro album successivi sono di Gianni Resta.
Nel 2008 collaborano con i Marta sui tubi nella canzone Ma come fanno i marinai (cover di Lucio Dalla e Francesco De Gregori), contenuta nell'EP Nudi e crudi. Nel 2010 i Lombroso hanno aperto il concerto di Luciano Ligabue a Bari nello "Stadi 2010 Tour".
Nel 2010 è uscito per l'etichetta italiana indipendente Niegazowana, il loro terzo album, dal titolo Una vita non mi basta, che ribadiva l'attitudine rock and roll unite a sonorità indie dallo stampo anni novanta. Il disco vedeva poi la partecipazione di Enrico Gabrielli che inserì i fiati in vari brani tra cui è da citare l'assolo di sassofono in Non mi fido di lei, Mauro Otto Ottolini che suona costantemente nella band di Vinicio Capossela e Enrico Molteni dei Tre allegri ragazzi morti che suona le percussioni ed il basso in alcuni brani. Al disco seguirono i singoli Fissazione e Il tempo non è sempre magnifico. Nel videoclip e nelle radio quest'ultimo singolo è stato leggermente modificato nell'arrangiamento.
Nel 2017 Dario Ciffo pubblica il primo lavoro da solista, l'EP Sarebbe bello.
Il 22 Giugno 2021 dopo anni di distanza dall'ultima pubblicazione esce Spiegarsi, brano prodotto da Cristopher Bacco e che vede la partecipazione di Vincenzo Vasi al Theremin.

## Formazione
- Dario Ciffo - voce, chitarra
- Agostino Nascimbeni - batteria, cori

## Discografia

### Album
- 2004: Lombroso (Mescal)
- 2007: Credi di conoscermi (V2)
- 2010: Una vita non mi basta (Niegazowana)

## Videografia

### Singoli
- 2006: Insieme a te sto bene
- 2007: Credi di conoscermi
- 2007: Il paradiso
- 2010: Fissazione
- 2011: Il tempo non è sempre magnifico
- 2012: Perdo te
- 2021 Spiegarsi